# Olga Masaryková
Olga Masaryková, provdaná Masaryková-Revilliodová, (25. května 1891 Praha – 12. září 1978 Londýn) byla nejmladší dcera Tomáše Garrigue Masaryka a Charlotty Garrigue Masarykové.

## Život
Dne 25. ledna 1913 se vdala za advokátního koncipienta Vendelína Halíka. Již v první polovině roku 1914 došlo k rozvodu od stolu a lože a roku 1920 bylo manželství rozloučeno.
Většinu svého života strávila v emigraci. Poprvé odešla do exilu spolu se svým otcem v roce 1914. Zde působila jako jeho tajemnice a spolupracovnice. S otcem se také v prosinci 1918 vrátila zpět do vlasti. V roce 1919 odešla opět do zahraničí, tentokrát z vlastní vůle. Dne 9. prosince 1920 se v Praze podruhé provdala za švýcarského lékaře Henriho Revillioda. Z manželství se narodili synové Herbert (1921–1945) a Leonard (1922–1944).
Podle skutečné podoby těchto Masarykových vnuků vytvořil v roce 1948 sochař Karel Dvořák pomník dvou hrajících si dětí se šesti žabkami a dvěma ještěrkami, který je umístěn uprostřed fontány v Seminářské zahradě na Petříně na pražské Malé Straně. Totožnost dětí byla odhalena teprve po sametové revoluci.

## Úmrtí synů
Na počátku druhé světové války uprchla i se svou rodinou do Velké Británie. Oba její synové, Leonard i Herbert, v průběhu druhé světové války ve Velké Británii tragicky zahynuli. Mladší Leonard (26. 8. 1922 Montreux, Švýcarsko – 16. 8. 1944 Skotsko) byl nadporučík RAF a zemřel při cvičném letu nad ostrovem Tiree. Starší Herbert (* 1921) zemřel za dosud nevyjasněných okolností 13. 2. 1945 v důsledku vnitřního krvácení po střelné ráně do krajiny břišní.

## Poslední léta života
Olga Masaryková-Revilliodová navštívila Československo po válce ještě několikrát, ale po tragické smrti svého bratra Jana Masaryka již do své vlasti nikdy nezavítala. Se svými neteřemi Annou a Herbertou Masarykovými, které žily v Československu, byla stejně jako sestra Alice pouze v písemném kontaktu. Žila ve Francii, Švýcarsku a Velké Británii, kde také v roce 1978 zemřela.

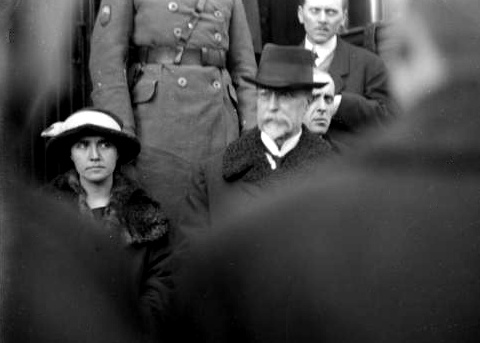
První československý prezident vystupuje z vlaku v Táboře při svém návratu z exilu (poslední etapa z Rakouska do Prahy 20.–21. prosince 1918). Vlevo je dcera Olga, která jej v exilu doprovázela a tam pro něj pracovala.
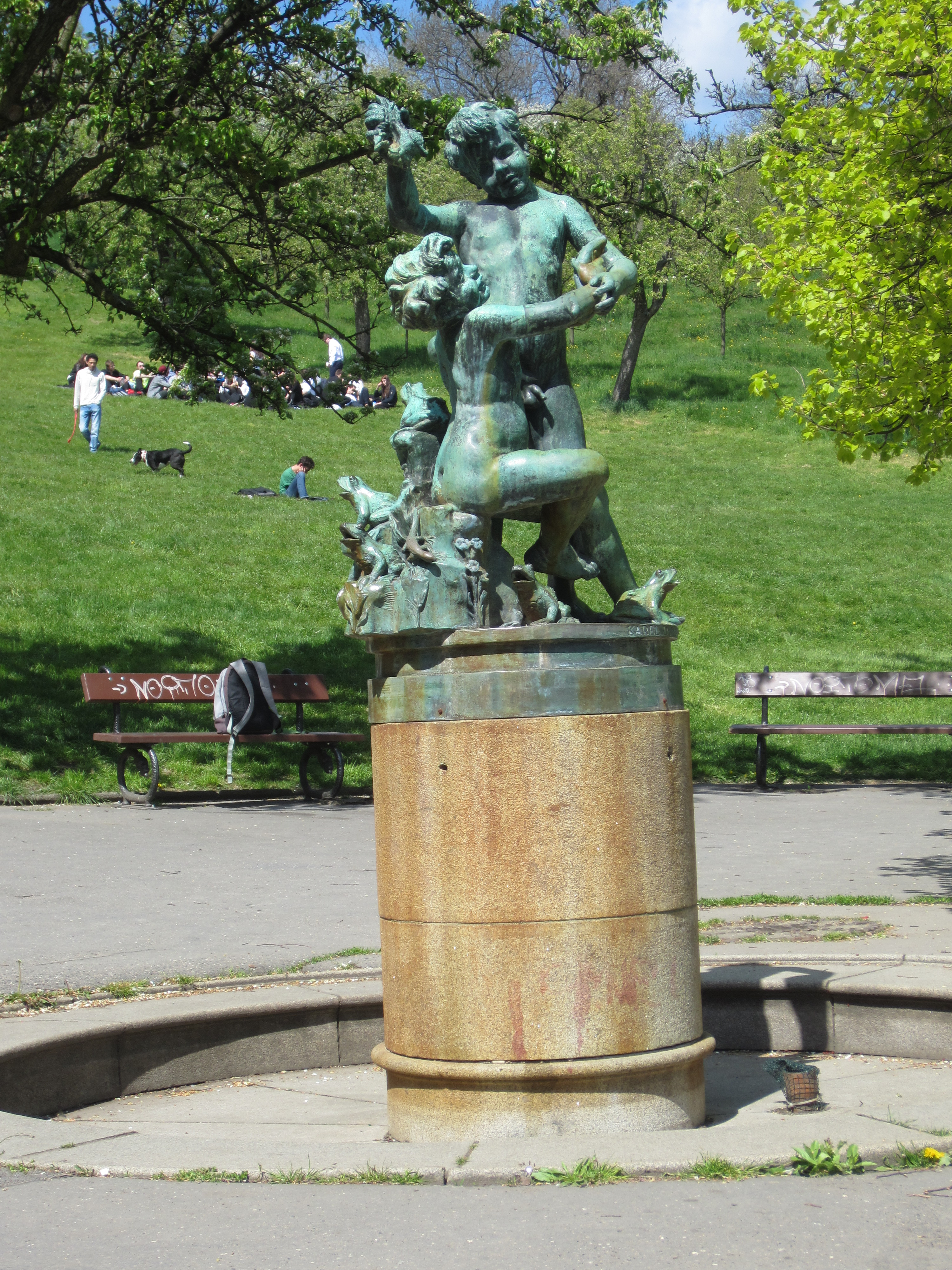
Fontána s pomníkem Hrající si chlapci, zvaným též Masarykovi vnuci